# Ligne de Veles à Kočani
La ligne de Vélès à Kočani est une voie ferrée secondaire de la Macédoine du Nord. Elle est gérée par Makedonski Železnici - Infrastruktura et opérée par Makedonski Železnici. Elle dessert l'est du pays, notamment les villes de Štip et Kočani.

## Géographie
La ligne commence à Vélès, au centre du pays et au bord du fleuve Vardar. Elle se dirige ensuite vers l'est du pays, d'abord à travers la plaine de l'Ovtché Polé puis, à Štip, elle commence à remonter la vallée de la Bregalnitsa jusqu'à Kočani.

## Histoire
Cette ligne fut achevée en 1924 et elle devait au départ se prolonger par des ramifications vers le nord et le sud. Ainsi, en 1936, un décret a ordonné la construction d'une ligne Štip-Strumica et la gare d'Ovtché Polé devait quant à elle être le point de départ d'une ligne atteignant Koumanovo. Les deux projets ne furent jamais réalisés et la ligne a connu des pertes de trafic considérables à la fin du XXe siècle. De 2004 à 2008, elle fut d'ailleurs fermée au transport de voyageurs. 

## Liste des gares
Voir le schéma de la ligne dans le tableau à droite (à dérouler).